# Arcimbaldo II di Borbone
Arcimbaldo o Arcibaldo II di Borbone detto il Verde o il Vecchio (970 circa – 1033 circa) fu Signore di Borbone, dal 990 circa alla sua morte.

## Origine
Arcimbaldo, sia secondo il documento n° XV del Recueil des historiens des Gaules et de la France, tome X, sia secondo le Preuves de l'Etude sur la chronologie des sires de Bourbon, Xe-XIIIe siècles è il figlio del Signore di Borbone, Arcimbaldo I e  della moglie, Rotgarda, di cui non si conoscono gli ascendenti, come viene confermato dal documento n° 1097, datato luglio 961, del Recueil des chartes de l'abbaye de Cluny. Tome 2, nel quale Arcimbaldo fece una donazione assieme alla moglie Rotgarda (Archinbodus et uxor mea Rotgardis).
Arcimbaldo I di Borbone, come viene confermato dal documento n° 871, datato gennaio 954, del Recueil des chartes de l'abbaye de Cluny. Tome 1, inerente ad una donazione del padre Aimone in cui nomina i propri figli e la moglie, era il figlio secondogenito del Signore di Borbone, Aimone I e di Aldesinda, discendente della nobiltà carolingia di cui non si conoscono gli ascendenti.

## Biografia
Arcimbaldo (Arkambal) è citato, assieme al padre, Arcimbaldo I (Archimbaldo comite et Archimbaldo filio suo, dilectis consanguineis nostris) sia nel documento n° XV del Recueil des historiens des Gaules et de la France, tome X, che nelle Preuves de l'Etude sur la chronologie des sires de Bourbon, Xe-XIIIe siecles, in cui il Re dei Franchi Occidentali, Ugo Capeto, li riconosce come suoi consanguinei.
La data della morte di suo padre, Arcibaldo I, è controversa, secondo la Histoire du Bourbonnais et des Bourbons qui l'ont possédé, Volume 1, morì nel 985, mentre altri, come Etude sur la chronologie des sires de Bourbon, Xe-XIIIe siecles, pongono la sua morte nel 1030 circa; molto probabilmente morì nell'ultimo decennio del X secolo, due documenti del Recueil des chartes de l'abbaye de Cluny. Tome 3, attestano che Arcibaldo era ancora in vita, nel 993, e, nel 994.
Alla morte di Arcibaldo I gli succedette il figlio, Arcimbaldo, come Arcimbaldo II, Signore di Borbone, già nel 995.
Secondo la Histoire du Bourbonnais et des Bourbons qui l'ont possédé, Volume 1, Arcimbaldo II, verso la fine del secolo X, espanse i suoi possedimenti e si trovò in competizione con Landry, il conte di Nevers, col quale dovette entrare in guerra; non si conosce l'esito della guerra.
Tra il 1010 e il 1011, Arcimbaldo II, assieme alla moglie, Ermengarda, sottoscrisse una donazione del presbitero, Leodegario.
Tra il 1017 e il 1025, Arcimbaldo II, assieme alla moglie, Ermengarda, ed ai quattro figli, fece una donazione al priorato di Souvigny, consistente in una cappella due borghi ed alcuni terreni, come dal documento n° 1C del Titres de la maison ducale de Bourbon, tome premier.
La data della morte di Arcibaldo II non è certa, si presume verso il 1033, lo Etude sur la chronologie des sires de Bourbon, Xe-XIIIe siècles pur non precisando l'anno indica il giorno della morte: il 21 maggio. Alla sua morte gli succedette il figlio primogenito Arcimbaldo, come Arcimbaldo III di Borbone.

## Matrimonio e discendenza
Arcimbaldo aveva sposato Ermengarda, di cui non si conoscono gli ascendenti, come viene confermato dal documento n° 2680, datato 1010 o 1011, del Recueil des chartes de l'abbaye de Cluny. Tome 3, nel quale Arcimbaldo sottoscrisse una donazione assieme alla moglie Ermengarda (Archimbaldus et uxoris sue Ermengardis).
Arcimbaldo da Ermengarda ebbe quattro figli:
- Arcimbaldo (1000 circa - 1078)[12], Signore di Borbone[14];
- Alboino ( ? - † dopo il  1049)[12], citato dal fratello, Arcimbaldo, in un documento, inerente ad una donazione del 1049[16][17];
- Gerardo ( ? - † dopo il 1025)[12],
- Aimone ( ? - † 1071)[12], Arcivescovo di Bourges, controfirmò (Haimo presul frater eius) la donazione del fratello, Arcimbaldo[16][17].

## Ascendenza
|                          |   |            | Genitori |  |  | Nonni               |  |  | Bisnonni         |  |
|                          |   |            |          |  |  | Aimone I di Borbone |  |  | Aymar di Borbone |  |
|                          |   |            |          |  |  | Aimone I di Borbone |  |  | Aymar di Borbone |  |
|                          |   | Ermengarda |          |  |  | Aimone I di Borbone |  |  |                  |  |
| Arcimbaldo I di Borbone  |   |            |          |  |  | Aimone I di Borbone |  |  |                  |  |
|                          |   | Aldesinda  | …        |  |  |                     |  |  |                  |  |
|                          |   | Aldesinda  | …        |  |  |                     |  |  |                  |  |
|                          |   | Aldesinda  | …        |  |  |                     |  |  |                  |  |
| Arcimbaldo II di Borbone |   | Aldesinda  |          |  |  |                     |  |  |                  |  |
|                          | … | …          |          |  |  |                     |  |  |                  |  |
|                          | … | …          |          |  |  |                     |  |  |                  |  |
|                          | … | …          |          |  |  |                     |  |  |                  |  |
| Rotgarda                 | … |            |          |  |  |                     |  |  |                  |  |
|                          |   | …          | …        |  |  |                     |  |  |                  |  |
|                          |   | …          | …        |  |  |                     |  |  |                  |  |
|                          |   | …          | …        |  |  |                     |  |  |                  |  |
|                          |   | …          |          |  |  |                     |  |  |                  |  |

### Fonti primarie
- (LA)  (FR)  Etude sur la chronologie des sires de Bourbon, Xe-XIIIe siecles.
- (LA)  Recueil des chartes de l'abbaye de Cluny. Tome 1
- (LA)  Recueil des chartes de l'abbaye de Cluny. Tome 2
- (LA)  Recueil des chartes de l'abbaye de Cluny. Tome 3
- (LA)  Recueil des historiens des Gaules et de la France, tome X
- (LA)  Titres de la maison ducale de Bourbon, tome premier

### Letteratura storiografica
- (FR)  #ES Histoire du Bourbonnais et des Bourbons qui l'ont possédé, Volume 1.